# لينكولن د.فورر
لينكولن د.فورر (بالإنجليزية: Lincoln D. Faurer)‏ (و. 1928 – 2014 م) هو ضابط أمريكي، ولد في ميدفورد، توفي عن عمر يناهز 86 عاماً.

## التعليم
تعلم في الأكاديمية العسكرية الأمريكية، وتعلم في جامعة كورنيل، وتعلم في معهد رينسيلار للعلوم التطبيقية، وتعلم في جامعة جورج واشنطن
.

## الخدمة العسكرية
خدم في القوات الجوية الأمريكية.

## جوائز
حصل على جوائز منها:

وسام الاستحقاق الأمريكي برتبة فيلق